# Liste des nommés et lauréats posthumes aux Oscars
Cette liste présente les personnes nommées ou lauréates d'un Oscar à titre posthume. Un nommé ou lauréat est posthume s'il est décédé avant la cérémonie des Oscars où il est nommé.
Quelquefois, le nommé posthume partage sa nomination avec une personne vivante car si certaines professions exigent d'avoir plusieurs personnes donc plusieurs potentiels nommés, les décès brutaux durant un tournage nécessitent souvent un remplacement.

## Liste
Les lauréats sont signalés en gras. Des remarques complémentaires sont indiqués sur les co-nommés ou les acceptants de l'Oscar.
- 62 personnes furent nommés à titre posthume à un Oscar. Parmi elles, 16 gagnèrent une statuette.
- 4 personnes furent lauréates d'un prix honorifique posthume.
- 9 personnes ont remporté un prix posthume aux Oscars scientifiques et techniques.

### Oscar du meilleur film
Cet Oscar est destiné aux producteurs.
| Édition | Nommé posthume                      | Film                                      | Statut                                                  |
| ------- | ----------------------------------- | ----------------------------------------- | ------------------------------------------------------- |
| 1960    | Sam Zimbalist                       | Ben-Hur                                   | Lauréat. Sa femme Mary Zimbalist accepte la récompense. |
| 1980    | Robert Alan Aurthur                 | Que le spectacle commence (All That Jazz) | Nommé                                                   |
| 1996    | Mario Cecchi Gori                   | Le Facteur (Il Postino)                   | Nommé avec Vittorio Cecchi Gori et Gaetano Daniele      |
| 2009    | Anthony Minghella et Sydney Pollack | The Reader                                | Nommés avec Donna Gigliotti et Redmond Morris.          |

### Oscar du meilleur acteur
| Édition | Nommés posthumes                       | Film                                                    | Statut                                                                                          |
| ------- | -------------------------------------- | ------------------------------------------------------- | ----------------------------------------------------------------------------------------------- |
| 1956    | James Dean (rôle de "Cal Trask")       | À l'est d'Éden (East of Eden)                           | Nommé                                                                                           |
| 1957    | James Dean (rôle de "Jett Rink")       | Géant (Giant)                                           | Nommé                                                                                           |
| 1968    | Spencer Tracy (rôle de "Matt Drayton") | Devine qui vient dîner ? (Guess Who's Coming to Dinner) | Nommé                                                                                           |
| 1977    | Peter Finch (rôle de "Howard Beale")   | Network, main basse sur la télévision (Network)         | Lauréat. La récompense est acceptée par sa femme Eletha Finch et le scénariste Paddy Chayefsky. |
| 1996    | Massimo Troisi (rôle de "Mario")       | Le Facteur (Il Postino)                                 | Nommé                                                                                           |
| 2021    | Chadwick Boseman (rôle de "Levee")     | Le Blues de Ma Rainey                                   | Nommé                                                                                           |

### Oscar du meilleur acteur dans un second rôle
| Édition | Nommés posthumes                                         | Film                                                                               | Statut |
| ------- | -------------------------------------------------------- | ---------------------------------------------------------------------------------- | --- |
| 1985    | Ralph Richardson (rôle du "sixième compte de Greystoke") | Greystoke, la légende de Tarzan (Greystoke:the Legend of Tarzan, Lord of the Apes) | Nommé |
| 2009    | Heath Ledger (rôle du "Joker")                           | The Dark Knight : Le Chevalier noir (The Dark Knight)                              | Lauréat. La récompense est acceptée par son père, Kim Ledger, par sa mère, Sally Bell, et par sa sœur Kate Ledger. |

### Oscar de la meilleure actrice
| Édition | Nommé posthume                           | Film       | Statut |
| ------- | ---------------------------------------- | ---------- | --- |
| 1930    | Jeanne Eagels (rôle de "Leslie Crosbie") | The Letter | Nommée non officielle. Ce n'est pas une nomination officielle, étant donné que seuls les gagnants furent annoncés. Les noms des nommés sont indiqués à titre indicatif selon une étude postérieure à la cérémonie. |

### Oscar du meilleur scénario originalet dumeilleur scénario adapté
| Édition | Nommé posthume      | Film                                                                | Catégorie          | Staut |
| ------- | ------------------- | ------------------------------------------------------------------- | ------------------ | --- |
| 1929    | Gerald Duffy        | La Vie privée d'Hélène de Troie (The private life of Helen of Troy) | Intertitres        | Nommé (première nomination posthume des Oscars). La récompense des intertitres n'est pas reconduite.                                                |
| 1940    | Sidney Howard       | Autant en emporte le vent (Gone with the Wind)                      | Adaptation         | Lauréat. C'est le premier vainqueur posthume d'un Oscar compétitif. Le présentateur de la récompense, Sinclair Lewis, n'accueille pas d'acceptants. |
| 1946    | Tess Slesinger      | Le Lys de Brooklyn (A Tree Grows in Brooklyn)                       | Adaptation         | Nommé avec Frank Davis. |
| 1955    | Lamar Trotti        | La Joyeuse Parade (There's No Business Like Show Business)          | Histoire originale | Nommé |
| 1980    | Robert Alan Aurthur | Que le spectacle commence (All That Jazz)                           | Scénario original  | Nommé avec Bob Fosse. |
| 1992    | Carol Sobieski      | Beignets de tomates vertes (Fried Green Tomatoes)                   | Adaptation         | Nommé avec Fannie Flagg |
| 1996    | Massimo Troisi      | Le Facteur (Il Postino)                                             | Adaptation         | Nommé avec Anna Pavignano, Michael Radford, Furio Scarpelli et Giacomo Scarpelli.                                                                   |
| 2012    | Bridget O'Connor    | La Taupe (Tinker Tailor Soldier Spy)                                | Adaptation         | Nommé avec Peter Straughan. |

### Oscar de la meilleure photographie
Jusqu'en 1967, L'Oscar était scindé entre les catégories couleur et noir et blanc.
| Édition | Nommé posthume      | Film                                                                 | Catégorie     | Statut                                                                                |
| ------- | ------------------- | -------------------------------------------------------------------- | ------------- | ------------------------------------------------------------------------------------- |
| 1946    | Allen Davey         | La Chanson du souvenir (A Song to Remember)                          | Couleur       | Nommé avec Tony Gaudio.                                                               |
| 1949    | Joseph August       | Le Portrait de Jennie (Portrait of Jennie)                           | Noir et blanc | Nommé                                                                                 |
| 1966    | William C. Mellor   | La Plus Grande Histoire jamais contée (The Greatest Story Ever Told) | Couleur       | Nommé avec Loyal Griggs.                                                              |
| 1970    | Harry Stradling Sr. | Hello, Dolly!                                                        | NC            | Nommé                                                                                 |
| 1981    | Geoffrey Unsworth   | Tess                                                                 | NC            | Lauréat avec Ghislain Cloquet. Sa fille Jackie Unsworth accepte l'Oscar avec Cloquet. |
| 2003    | Conrad L. Hall      | Les Sentiers de la perdition (Road to Perdition)                     | NC            | Lauréat. C'est son fils Conrad W. Hall qui accepte la récompense.                     |

### Oscar des meilleurs costumes
Des distinctions furent appliqués pendant un temps selon la couleur du métrage.
| Édition | Nommé posthume | Film                               | Catégorie     | Statut                      |
| ------- | -------------- | ---------------------------------- | ------------- | --------------------------- |
| 1952    | Gile Steele    | Kind Lady                          | Noir et Blanc | Nommé avec Walter Plunkett. |
| 1952    | Gile Steele    | Le Grand Caruso (The Great Caruso) | Couleur       | Nommé avec Helen Rose.      |
| 1953    | Gile Steele    | La Veuve joyeuse (The Merry Widow) | Couleur       | Nommé avec Helen Rose.      |
| 2008    | Marit Allen    | La Môme                            | NC            | Nommé                       |
| 2013    | Eiko Ishioka   | Blanche-Neige (Mirror Mirror)      | NC            | Nommé                       |

### Oscar du meilleur montage
| Édition | Nommé posthume       | Film                                                          | Statut                                        |
| ------- | -------------------- | ------------------------------------------------------------- | --------------------------------------------- |
| 1964    | Frederic Knudtson    | Un monde fou, fou, fou, fou (It's a Mad, Mad, Mad, Mad World) | Nommé avec Robert C. Jones et Gene Fowler Jr. |
| 1972    | Stuart Gilmore       | Le Mystère Andromède (The Andromeda Strain)                   | Nommé avec John W. Holmes.                    |
| 1982    | Robert L. Wolfe (en) | La Maison du lac (On Golden Pond)                             | Nommé                                         |

### Oscar des meilleurs décors
Cet Oscar est partagé entre les chefs décorateurs et les directeurs artistiques. Il exista une distinction entre les longs métrages couleurs et noir et blancs.
| Édition | Nommé posthume                            | Film                                                                 | Catégorie | Statut                                                                                  |
| ------- | ----------------------------------------- | -------------------------------------------------------------------- | --------- | --------------------------------------------------------------------------------------- |
| 1959    | William A. Horning (directeur artistique) | Gigi                                                                 | NC        | Lauréat avec Preston Ames, Henry Grace et Keogh Gleason.                                |
| 1960    | William A. Horning (directeur artistique) | Ben-Hur                                                              | Couleur   | Lauréat avec Edward Carfagno et Hugh Hunt.                                              |
| 1960    | William A. Horning (directeur artistique) | La Mort aux trousses (North by Northwest)                            | Couleur   | Nommé avec Robert Boyle, Merrill Pye, Henry Grace et Frank McKelvy.                     |
| 1960    | Richard H. Riedel (directeur artistique)  | Confidences sur l'oreiller (Pillow Talk)                             | Couleur   | Nommé avec Russell A. Gausman et Ruby R. Levitt.                                        |
| 1961    | Eric Orbom (directeur artistique)         | Spartacus                                                            | Couleur   | Lauréat avec Alexander Golitzen, Russell A. Gausman et Julia Heron.                     |
| 1964    | William Ferrari (directeur artistique)    | La Conquête de l'Ouest (How the West Was Won)                        | Couleur   | Nommé avec George W. Davis, Addison Hehr, Henry Grace, Don Greenwood Jr. et Jack Mills. |
| 1966    | David S. Hall (directeur artistique)      | La Plus Grande Histoire jamais contée (The Greatest Story Ever Told) | Couleur   | Nommé avec Richard Day, William Creber, Ray Moyer, Fred MacLean et Norman Rockett.      |
| 1974    | William Kiernan (décorateur)              | Nos plus belles années (The Way We Were)                             | NC        | Nommé avec Stephen Grimes.                                                              |
| 1983    | Dale Hennesy (directeur artistique)       | Annie                                                                | NC        | Nommé avec Marvin March.                                                                |
| 1987    | Boris Leven (directeur artistique)        | La Couleur de l'argent (The Color of Money)                          | NC        | Nommé avec Karen A. O'Hara.                                                             |
| 2007    | Gretchen Rau (décorateur)                 | Raison d'état (The Good Shepherd)                                    | NC        | Nommé avec Jeannine Oppewall et Leslie E. Rollins.                                      |

### Oscar de la meilleure musique
| Édition | Nommés posthumes               | Film                                                                  | Statut |
| ------- | ------------------------------ | --------------------------------------------------------------------- | --- |
| 1943    | Frank Churchill                | Bambi                                                                 | Nommé avec Edward Plumb. |
| 1946    | Jerome Kern                    | Caravane d'amour (Can't Help Singing)                                 | Nommé avec H. J. Salter. |
| 1957    | Victor Young                   | Le Tour du monde en quatre-vingts jours (Around the World in 80 Days) | Nommé |
| 1971    | Alfred Newman                  | Airport                                                               | Nommé |
| 1973    | Raymond Rasch et Larry Russell | Les Feux de la rampe (Limelight)                                      | Lauréats avec Charles Chaplin. La récompense est acceptée par Candice Bergen pour Chaplin, la femme de Russell, Linda Russell Morgan et le fils de Rasch, Paul Rasch. Le film n'est sorti que l'année précédente aux États-Unis, 20 ans après son tournage, du fait que Chaplin était sur la liste noire de Hollywood. |
| 1977    | Bernard Herrmann               | Obsession                                                             | Nommé |
| 1977    | Bernard Herrmann               | Taxi Driver                                                           | Nommé |

### Oscar de la meilleure chanson originale
Il est précisé le rôle du nommé pour la création de la chanson.
| Édition | Nommé posthume                       | Chanson                           | Film                                            | Statut                                                                                               |
| ------- | ------------------------------------ | --------------------------------- | ----------------------------------------------- | --- |
| 1938    | George Gershwin (composition)        | They Can't Take That Away From Me | L'Entreprenant Monsieur Petrov (Shall We Dance) | Nommé avec Ira Gershwin.                                                                             |
| 1943    | Frank Churchill (composition)        | Love Is A Song                    | Bambi                                           | Nommé avec Larry Morey.                                                                              |
| 1946    | Jerome Kern (composition)            | More And More                     | Caravane d'amour (Can't Help Singing)           | Nommé avec E. Y. Harburg.                                                                            |
| 1947    | Jerome Kern (composition)            | All Through The Day               | Quadrille d'amour (Centennial Summer)           | Nommé avec Oscar Hammerstein II.                                                                     |
| 1947    | James Monaco (composition)           | I Can't Begin To Tell You         | Les Dolly Sisters (The Dolly Sisters)           | Nommé avec Mack Gordon.                                                                              |
| 1952    | Bert Kalmar (paroles et composition) | A Kiss To Build A Dream On        | The Strip                                       | Nommé avec Harry Ruby et Oscar Hammerstein II.                                                       |
| 1957    | Victor Young (composition)           | Written On The Wind               | Écrit sur du vent (Written on the Wind)         | Nommé avec Sammy Cahn.                                                                               |
| 1992    | Howard Ashman (paroles)              | Be Our Guest                      | La Belle et la Bête (Beauty and the Beast)      | Nommé avec Alan Menken.                                                                              |
| 1992    | Howard Ashman (paroles)              | Beauty And The Beast              | La Belle et la Bête (Beauty and the Beast)      | Lauréat avec Alan Menckel. Ce dernier accepta la récompense avec Bill Lauch, le partenaire d'Ashman. |
| 1992    | Howard Ashman (paroles)              | Belle                             | La Belle et la Bête (Beauty and the Beast)      | Nommé avec Alan Menckel                                                                              |
| 1993    | Howard Ashman (paroles)              | Friend Like Me                    | Aladdin                                         | Nommé avec Alan Menken.                                                                              |

### Oscar du meilleur mixage de son
Bien qu'il existe une catégorie sur le montage sonore, tous les nommés posthumes sont pour le mixage sonore.
| Édition | Nommés posthumes     | Film            | Statut                                                      |
| ------- | -------------------- | --------------- | ----------------------------------------------------------- |
| 1977    | Harry Warren Tetrick | King Kong       | Nommé avec William McCaughey, Aaron Rochin et Jack Solomon. |
| 1977    | Harry Warren Tetrick | Rocky           | Nommé avec William McCaughey, Lyle Burbridge et Bud Alper.  |
| 2015    | Walt Martin          | American Sniper | Nommé avec John Reitz et Gregg Rudloff.                     |

### Oscar pour une contribution spéciale
| Édition | Nommé posthume | Film     | Statut                                                                               |
| ------- | -------------- | -------- | ------------------------------------------------------------------------------------ |
| 1979    | Les Bowie      | Superman | Lauréat avec Colin Chilvers, Denys Coop, Roy Field, Derek Meddings et Zoran Perisic. |

### Oscar du meilleur court métrage en prises de vues réellesetd'animation
Le récipiendaire était le producteur. La partie fiction était quelquefois catégorisée selon la longueur des bobines.
| Édition | Nommés posthumes    | Film                                                                | Catégorie    | Statut                                                                      |
| ------- | ------------------- | ------------------------------------------------------------------- | ------------ | --------------------------------------------------------------------------- |
| 1946    | Joseph O'Brien      | Your National Gallery                                               | Une bobine   | Nommé avec Thomas Mead.                                                     |
| 1953    | Gordon Hollingshead | Desert Killer                                                       | Une bobine   | Nommé                                                                       |
| 1953    | Gordon Hollingshead | Thar She Blows !                                                    | Deux bobines | Nommé                                                                       |
| 1969    | Walt Disney         | Winnie l'ourson dans le vent (Winnie the Pooh and the Blustery Day) | Animation    | Lauréat. La récompense fut acceptée par le réalisateur Wolfgang Reitherman. |
| 1978    | John Hubley         | The Doonesbury Special                                              | Animation    | Nommé avec Faith Hubley et Garry Trudeau.                                   |

### Oscar du meilleur documentaireet dumeilleur court métrage documentaire
Cet Oscar est décerné seulement aux producteurs du documentaire jusqu'en 1994 où il est décerné depuis conjointement au réalisateur et au producteur.
| Édition | Nommé posthume    | Film                                                                | Catégorie     | Statut |
| ------- | ----------------- | ------------------------------------------------------------------- | ------------- | --- |
| 1973    | Arnold Perl       | Malcolm X                                                           | Long métrage  | Nommé avec Marvin Worth. |
| 1979    | Albert Lamorisse  | Le Vent des amoureux                                                | Long métrage  | Nommé |
| 1993    | Thomas C. Goodwin | Educating Peter                                                     | Court métrage | Lauréat avec Gerardine Wurzburg. Cette dernière accepte la récompense. |
| 2012    | Gail Dolgin       | The Barber of Birmingham: Foot Soldier of the Civil Rights Movement | Court métrage | Nommée avec Robin Fryday. |
| 2014    | Gil Friesen       | 20 Feet from Stardom                                                | Long métrage  | Lauréat avec le réalisateur Morgan Neville et le producteur Caitrin Rogers. La récompense est acceptée par sa femme Janet Friesen, les deux autres lauréats ainsi que Darlene Love, l'une des chanteuses auquel le documentaire est consacrée. |

### Récompenses honorifiques
Inclus les prix spéciaux tel l'Oscar d'honneur ou le Jean Hersholt Humanitarian Awards. Ils sont votés par le conseil des gouverneurs de l'académie, sans procédure de nominations. L'académie modifie ses règles en 1982 et n'autorise plus les prix honorifiques posthumes. Le récipiendaire doit être vivant au moment du vote du conseil des gouverneurs. Cependant, Robinson et Hepburn sont décédés respectivement 20 et 8 jours après la décision de l'attribution.
| Édition | Lauréat posthume   | Prix                             | Notes                                                           |
| ------- | ------------------ | -------------------------------- | --------------------------------------------------------------- |
| 1940    | Douglas Fairbanks  | Commemorative Award              | La récompense est acceptée par son fils, Douglas Fairbanks Jr.. |
| 1973    | Edward G. Robinson | Oscar d'honneur                  | La récompense est acceptée par sa femme, Jane Robinson.         |
| 1980    | Robert Benjamin    | Jean Hersholt Humanitarian Award | La récompense est acceptée par sa femme Jean Benjamin.          |
| 1993    | Audrey Hepburn     | Jean Hersholt Humanitarian Award | La récompense est acceptée par son fils Sean Hepburn Ferrer.    |

### Oscars scientifiques et techniques
Récompense les innovations techniques selon trois classes de prestiges (qui accordent par ordre croissant, une citation, une plaque ou une statuette), ils sont remis dans une cérémonie spéciale depuis 1977. Il n'y a pas de procédure de nominations. Depuis 2010, les prix posthumes ne sont plus autorisés : la personne proposé au vote du conseil des gouverneurs doit être vivante.
| Édition | Lauréat posthume       | Catégorie                                       | Notes |
| ------- | ---------------------- | ----------------------------------------------- | --- |
| 1941    | Charles Miller         | Class I (statuette)                             | Lauréat avec Daniel Clark, Grover Laube et Robert W. Stevens de la 20th Century-Fox pour le développement de la 20th Century Silenced Camera.                                                   |
| 1960    | Werner Hopf            | Class II (plaque)                               | Lauréat avec Wadsworth E. Polh, William Evans, S.E. Howse, Thomas P. Dixon, Stanford Research Institute et Technicolor Corp. pour le développement de la Technicolor Electronic Printing Timer. |
| 1982    | Louis Stankiewicz      | Prix pour une contribution technique (citation) | Lauréat avec H. L. Blachford pour le développement des barres de sons Baryfol. |
| 1993    | George Kræmer          | Prix scientifique et d'ingénierie (plaque)      | Lauréat avec Al Mayer, Iain Neil, Hans Spirawski, Bill Eslick et Don Earl pour le développement du System 65 Studio Sync Sound Reflex Camera de Panavision.                                     |
| 1993    | Geoffrey H. Williamson | Prix scientifique et d'ingénierie (plaque)      | Lauréat avec Douglas Trumbull, Robert D. Auguste et Edmund M. Di Giulio pour le développement de la caméra CP-65 de Showscan.                                                                   |
| 2010    | Theo Brown             | Prix scientifique et d'ingénierie (plaque)      | Lauréat avec Wolfgang Lempp, Tony Sedivy et John Quartel pour le développement du Northlight film scanner qui améliore la restauration et le développement des films.                           |
| 2012    | Jürgen Noffke          | Prix scientifique et d'ingénierie (plaque)      | Lauréat avec Uwe Weber pour le développement des optiques Master Prime de Arri / Zeiss. |
| 2012    | John D. Lowry          | Prix scientifique et d'ingénierie (plaque)      | Lauréat avec Ian Cavén, Ian Godin, Kimball Thurston et Tim Connolly pour le développement du Lowry Process qui améliore la qualité d'image des restaurations.                                   |
| 2014    | Chuck Gaspar           | Prix pour une contribution technique (citation) | Lauréat avec John Frazier et Clay Pinney pour le développement du Retourneur de Voiture Pneumatique (Pneumatic Car Flipper).                                                                    |